# Хизб
| № джуза | № хизба | Рамки              | № хизба | Рамки              |
| ------- | ------- | ------------------ | ------- | ------------------ |
| 1       | 1       | (1:1) — (2:74)     | 2       | (2:75) — (2:141)   |
| 2       | 3       | (2:142) — (2:202)  | 4       | (2:203) — (2:252)  |
| 3       | 5       | (2:253) — (3:14)   | 6       | (3:15) — (3:92)    |
| 4       | 7       | (3:93) — (3:170)   | 8       | (3:171) — (4:23)   |
| 5       | 9       | (4:24) — (4:87)    | 10      | (4:88) — (4:147)   |
| 6       | 11      | (4:148) — (5:26)   | 12      | (5:27) — (5:81)    |
| 7       | 13      | (5:82) — (6:35)    | 14      | (6:36) — (6:110)   |
| 8       | 15      | (6:111) — (6:165)  | 16      | (7:1) — (7:87)     |
| 9       | 17      | (7:88) — (7:170)   | 18      | (7:171) — (8:40)   |
| 10      | 19      | (8:41) — (9:33)    | 20      | (9:34) — (9:92)    |
| 11      | 21      | (9:93) — (10:25)   | 22      | (10:26) — (11:5)   |
| 12      | 23      | (11:6) — (11:83)   | 24      | (11:84) — (12:52)  |
| 13      | 25      | (12:53) — (13:18)  | 26      | (13:19) — (14:52)  |
| 14      | 27      | (15:1) — (16:50)   | 28      | (16:51) — (16:128) |
| 15      | 29      | (17:1) — (17:98)   | 30      | (17:99) — (18:74)  |
| 16      | 31      | (18:75) — (19:98)  | 32      | (20:1) — (20:135)  |
| 17      | 33      | (21:1) — (21:112)  | 34      | (22:1) — (22:78)   |
| 18      | 35      | (23:1) — (24:20)   | 36      | (24:21) — (25:20)  |
| 19      | 37      | (25:21) — (26:110) | 38      | (26:111) — (27:55) |
| 20      | 39      | (27:56) — (28:50)  | 40      | (28:51) — (29:45)  |
| 21      | 41      | (29:46) — (31:21)  | 42      | (31:22) — (33:30)  |
| 22      | 43      | (33:31) — (34:23)  | 44      | (34:24) — (36:27)  |
| 23      | 45      | (36:28) — (37:144) | 46      | (37:145) — (39:31) |
| 24      | 47      | (39:32) — (40:40)  | 48      | (40:41) — (41:46)  |
| 25      | 49      | (41:47) — (43:23)  | 50      | (43:24) — (45:37)  |
| 26      | 51      | (46:1) — (48:17)   | 52      | (48:18) — (51:30)  |
| 27      | 53      | (51:31) — (54:55)  | 54      | (55:1) — (57:29)   |
| 28      | 55      | (58:1) — (61:14)   | 56      | (62:1) — (66:12)   |
| 29      | 57      | (67:1) — (71:28)   | 58      | (72:1) — (77:50)   |
| 30      | 59      | (78:1) — (86:17)   | 60      | (87:1) — (114:6)   |

Хизб (араб. حزب — группа, часть) — арабское слово, означающее «половина», «группа», «часть», «партия». Используется для обозначения 1/60 части Корана (половина джуза) и в названии политических партий (Хизб ут-тахрир, Хизбалла).

## Хизб Корана
Два хизба составляют один джуз. Границы хизбов отмечается на полях специальными знаками:
- Руб аль-хизб (араб. ربع الحزب‎, rubʿ al-ḥizb — четверть хизба) — символ, изображающийся в виде двух наложенных квадратов. Он определяет каждую четверть хизба и служит для облегчения рецитации Корана.
- Нысф аль-хизб — «половина хизба».
- Саласат арба аль-хизб — «3/4 хизба»[1].

## Политические партии
Слово хизб используется в названии арабских политических партий.
- Хизб ут-тахрир (араб. حزب التحرير‎) — организация, основанная в 1953 году в Восточном Иерусалиме
- Хизбалла — шиитская организация и политическая партия
- Хизб аль-уммал (араб. حزب العمال‎) — коммунистическая партия ходжаистского толка в Тунисе
- Хизб аш-шуюи аль-Ираки (араб. الحزب الشيوعي العراقي‎) — коммунистическая партия в Ираке
- Хизб аш-шааб аль-Филастинийя (араб. حزب الشعب الفلسطيني‎) — политическая партия, действующая в Палестине с 1982 года
- Хизб аль-нахда (араб. حزب النهضة‎) — умеренная исламистская партия в Тунисе
- Аль-Хизб аш-шуюий аль-Масрий (араб. الحزب الشيوعي المصري‎) — коммунистическая партия в Египте
- Аль-Хизб аш-шуюий аль-Лубнаний (араб. الـحـزب الشـيـوعـي اللبـنـانـي‎) — коммунистическая партия в Ливане, одна из старейших политических партий в стране
- Аль-Хизб аш-шуюий ас-Судани (араб. ‎) — коммунистическая политическая партия в Судане
- Аль-Хизб аш-шуюий ат-Тунисий (араб. الحزب الشيوعي التونسي‎) — коммунистическая партия, действовавшая в Тунисе с 1934 по 1993 год
- Хизб аль-тахалуф аль-шуаби аль-иштераки (араб. حزب التحالف الشعبي الإشتراكي‎) — левая политическая партия в Египте
- Хизб аль-истиклал (араб. حزب الاستقلال العربي‎) — арабская националистическая партия, которая была основана в Палестине 13 августа 1932, во время британского мандата.
- Аль-Хизб аль-шуюий фи аль-Саудия (араб. الحزب الشيوعي في السعودية‎) — коммунистическая партия в Саудовской Аравии, действовавшая нелегально с 1975 по начало 1990-х
- Аль-Хизб аль-араби аль-Филастини (араб. الحزب العربي الفلسطيني‎) — арабская националистическая партия в Палестине во время британского мандата